# Міхайло Нешкович
Міхайло Нешкович (серб. Михајло Нешковић, нар. 9 лютого 2000, Шид, Сербія) — сербський футболіст, атакувальний півзахисник румунського клубу «Сепсі».

## Ігрова кар'єра

### Клубна
Міхайло Нешкович народився у місті Шид, де й почав займатися футболом у місцевій команді. Пізніше футболіст приєднався до футбольної школи клубу «Воєводина». У жовтні 2016 року Нешкович зіграв свою першу гру на дорослому рівні. А в червні 2017 року підписав з клубом свій перший професійний контракт. Сезон 2020/21 Нешкович провів в оренді в клубі Суперліги «Інджія».
У вересні 2022 року футболіст приєднався до іншого клубу Суперліги «Вождовац», з яким підписав контракт на два роки до грудня 2024 року.
Та вже влітку 2024 року Нешкович перебрався до Румунії - до клубу вищого дивізіону «Сепсі».

### Збірна
Міхайло Нешкович виступав за юнацькі та молодіжну збірну Сербії.

## Титули
Воєводина
 Переможець Кубка Сербії: 2019/20